# نوع بيانات معقد
نوع بيانات معقد، هي كتلة هياكل من البيانات تتشكل نتيجة عملية تجميع معلومات ومتغيرات توفرها بعض لغات البرمجة بنية من البيانات لتخزين أنواع كثيرة من المتغيرات إلى أنواع أكثر تعقيدًا داخل كيان واحد. يعتبر هذا النوع من البيانات مزيج مركب من أنواع البيانات الأخرى الموجودة مثل انتشار النقطة العائمة – المصفوفات، يمكن الجمع بين هذه الأنواع الأولية لتشكيل هياكل كبيرة، ويمكن بعد ذلك تجميعها في بنيات أخرى أكبر منها في عملية مفتوحة.

## متغير معقد
عادة ما يتم تشكيل المتغير المعقد كزوج من أرقام النقطة العائمة. في العادة، اللغات التي تدعم هذا النوع من البيانات تقدم نمط كتابة خاص لتشكيل هذه القيم، وتوفر أدوات حسابية ('+'، '-'، '×'، '÷') للتعامل معها. عادة ما يتم تحويل هذه العمليات من قبل المصرف إلى سلسلة من تعليمات الآلة للفواصل العائمة أو يتم هذا باستخدام المكتبات. كما قد توفر هذه اللغات دعم عمليات أخرى و خوارزميات، مثل التنسيق واختبار المساواة، وما إلى ذلك كما هو الحال في الرياضيات.